# Badminton 1965
Höhepunkte des Badmintonjahres 1965 waren die All England, die Irish Open, die Scottish Open, die German Open, die Dutch Open und die Südostasienspiele. 
==Internationale Veranstaltungen ==
| Veranstaltung | Herreneinzel  | Dameneinzel         | Herrendoppel                  | Damendoppel                        | Mixed                           |
| ------------- | ------------- | ------------------- | ----------------------------- | ---------------------------------- | ------------------------------- |
| All England   | Erland Kops   | Ursula Smith        | Ng Boon Bee Tan Yee Khan      | Karin Jørgensen Ulla Strand        | Finn Kobberø Ulla Strand        |
| German Open   | Alan Parsons  | Ursula Smith        | Alan Parsons William Kerr     | Brenda Parr Ursula Smith           | Richard Purser Gerda Schumacher |
| Malaysia Open | Tan Aik Huang | Rosalind Singha Ang | Tan Yee Khan Ng Boon Bee      | Teoh Siew Yong Rosalind Singha Ang | Teh Kew San Ng Mei Ling         |
| Swedish Open  | Erland Kops   | Eva Twedberg        | Erland Kops Knud Aage Nielsen | Karin Jørgensen Ulla Rasmussen     | Henning Borch Ulla Rasmussen    |